# ملك تولسا
ملك تولسا (بالإنجليزية: Tulsa King)‏ هو مسلسل دراما جريمة أمريكي قادم من بطولة سيلفستر ستالون، ماكس كاسيلا، دومينيك لومباردوزي وفنسنت بيازا، من المقرر صدوره على منصة باراماونت+ في 13 نوفمبر 2022.

## روابط خارجية
- ملك تولسا على موقع IMDb (الإنجليزية)
- ملك تولسا على موقع ميتاكريتيك (الإنجليزية)
- ملك تولسا على موقع روتن توميتوز (الإنجليزية)
- ملك تولسا على موقع فيلمافينيتي (الإسبانية)
- ملك تولسا على موقع كينوبويسك (الروسية)
- ملك تولسا على موقع ألو سيني (الفرنسية)
- ملك تولسا على موقع قاعدة بيانات الفيلم (الإنجليزية)